# Witenalpstock
Witenalpstock är en bergstopp i Schweiz.   Den ligger i kantonen Uri, i den centrala delen av landet, 100 km öster om huvudstaden Bern. Toppen på Witenalpstock är 3 016 meter över havet, eller 302 meter över den omgivande terrängen. Bredden vid basen är 1,7 km.
Terrängen runt Witenalpstock är huvudsakligen mycket bergig. Närmaste större samhälle är Erstfeld, 11,8 km nordväst om Witenalpstock. 
Trakten runt Witenalpstock består i huvudsak av gräsmarker. Runt Witenalpstock är det glesbefolkat, med 11 invånare per kvadratkilometer.